# 默納隱麗魚
默納隱麗魚，為輻鰭魚綱䲁形目麗魚科嬌麗魚屬的其中一種，分布於中美洲哥斯大黎加至巴拿馬大西洋岸的淡水流域，體長可達8公分，棲息在中底層水域，生活習性不明。

## 擴展閱讀
- 維基物種上的相關：默納隱麗魚